# Paralusanda sinuatipennis
Paralusanda sinuatipennis är en insektsart som beskrevs av Synave 1956. Paralusanda sinuatipennis ingår i släktet Paralusanda och familjen sköldstritar. Inga underarter finns listade i Catalogue of Life.